# Rock or Bust (album)
Rock or Bust is een muziekalbum uit 2014 van de Australische band AC/DC. Het was het vijftiende dat internationaal uitkwam en het zestiende in totaal. Rock or Bust verscheen twee jaar na het vorige album van AC/DC, Live at River Plate. Het was het eerste van de band zonder gitarist Malcolm Young. Hij werd opgevolgd door zijn neef, Stevie Young.

## Inhoud
1. Rock or Bust (3:03)
2. Play Ball (2:47)
3. Rock the Blues Away (3:24)
4. Miss Adventure (2:57)
5. Dogs of War (3:35)
6. Got Some Rock & Roll Thunder (3:22)
7. Hard Times (2:44)
8. Baptism by Fire (3:30)
9. Rock the House (2:42)
10. Sweet Candy (3:09)
11. Emission Control (3:41)

Angus Young · Malcolm Young · Cliff Williams · Brian Johnson · Phil Rudd

Bon Scott · Dave Evans · Peter Clack · Rob Bailey · Simon Wright · Chris Slade · Mark Evans